# Yanghu, Tunxi
Yanghu (kinesiska: 阳湖) är en köping i östra Kina. Den ligger i stadsdistriktet Tunxi i staden Huangshan i provinsen Anhui, omkring 260 kilometer söder om provinshuvudstaden Hefei. Antalet invånare är 42 028. Befolkningen består av 20 599 kvinnor och 21 429 män. Barn under 15 år utgör 11,0 %, vuxna 15-64 år 82 %, och äldre över 65 år 6,0 %.